# Asian Highway 18
Der Asian Highway 18 (kurz: AH18) ist eine 930 km lange Fernstraße in  Malaysia und  Thailand. Der Asian Highway 18 beginnt in Stadt Pekan Kota Tinggi im Bundesstaat Johor, in Rantau Panjang im Bundesstaat Kelantan befindet sich der Grenzübergang nach Thailand und endet in der Stadt Hat Yai in der Provinz Songkhla, wo der AH18 in den Asian Highway 2 () übergeht.